# Prąd tętniący

Rodzaje zmienności prądu

Prąd tętniący – prąd elektryczny okresowo zmienny, którego wartość średnia całookresowa w ciągu jednego okresu jest różna od zera. Oznacza to, że taki prąd posiada składową stałą.
Najczęściej spotykanym przykładem prądu tętniącego jest prąd płynący z prostownika prądu przemiennego przed odfiltrowaniem składowej zmiennej. Niemniej jednak prądy tętniące powstają również w przypadku zasilania napięciem stałym układu, który generuje zmienne obciążenia.
W praktyce prądy tętniące są raczej niepożądanym zjawiskiem, ponieważ dąży się albo do uzyskania prądu (napięcia) przemiennego (składowa zmienna = 100%, składowa stała = 0%), lub też napięcia stałego (składowa zmienna = 0%, składowa stała = 100%). Dlatego też stosuje się wszelkiego rodzaju układy filtrujące, które mają za zadanie tłumić wahania wartości natężenia prądu. Najprostszym sposobem filtrowania jest szeregowa cewka lub równoległy kondensator. Każdy z tych elementów magazynuje energię, która jest oddawana w momencie obniżenia prądu (względnie napięcia). Powoduje to zmniejszenie amplitudy zmian prądu płynącego w obwodzie. Powoduje to przepływ prądów zmiennych wewnątrz takiego układu filtrującego. Z uwagi na to do filtrowania prądów tętniących muszą być stosowane specjalnie zaprojektowane cewki i kondensatory, ponieważ przy bardzo dużych wartościach prądów wewnętrznych mogłoby dojść do uszkodzenia takiego elementu.
Napięcie prądu tętniącego (napięcie tętnień) zależne jest m.in. od rodzaju prostownika zastosowanego do prostowania prądu zmiennego. Dla typowych układów prostowników z filtrowaniem stosunki wartości skutecznych napięć prądu tętniącego wynoszą: 4,5 : 3 : 1,7 : 1,7 (jednopołówkowy : symetryczny podwajacz napięcia : mostkowy : dwupołówkowy).